# Maouhoub Ghazouani
Maouhoub Ghazouani (Casablanca, Marruecos: 1946) es un exfutbolista marroquí que jugaba en la posición de centrocampista.

## Carrera

### Club
Inició en las divisiones menores del Tihad AC pero su carrera profesional la jugó con el FAR Rabat, equipo con el que lograría ganar dos campeonatos de liga (1968 y 1970) y una Copa del Trono en 1971, y se retiró en 1977.

### Selección nacional
Jugó para Marruecos de 1967 a 1974 en 30 partidos y anotó cuatro goles, uno de ellos en la Copa Mundial de Fútbol de 1970 ante Bulgaria en el empate 1-1 y también formó parte del equipo que participó en los Juegos del Mediterraneo de 1967 y en los Juegos Olímpicos de Múnich 1972.

## Logros
- Botola: 2

1968, 1970
- Copa del Trono: 1

1971